# Spitzkrug Multi Center

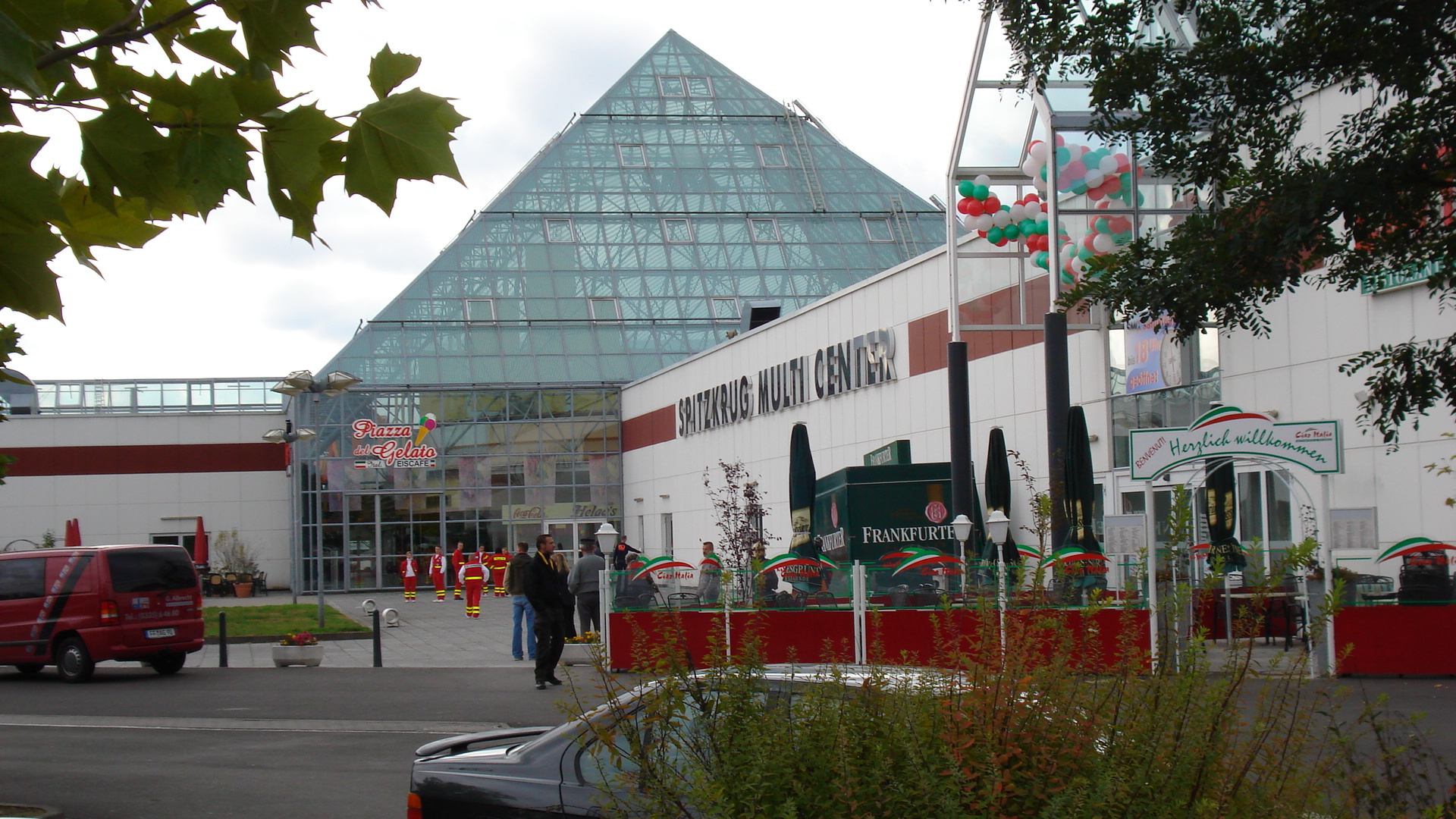
Wejście północne na główny trakt SMC

Spitzkrug Multi Center (SMC) – największe centrum handlowe w północnej części Frankfurtu nad Odrą (dzielnica Hansaviertel), w landzie Brandenburgia; około 5 km od dawnego przejścia granicznego z polskimi Słubicami.

## Opis
Do czasu transformacji polityczno-ustrojowej w 1989 na miejscu SMC znajdowały się ogrody, szklarnie oraz ogrodnicze hale targowe, do których często przyjeżdżali goście nie tylko ze wschodniej Brandenburgii, ale i ze stolicy NRD – Berlina Wschodniego.
Spitzkrug Multi Center oficjalnie został otworzony 29 września 1993, a znalazło się w nim 50 różnego rodzaju sklepów. Do użytkuoddawany  był trójetapowo.
W 2008 liczył już 70 sklepów o całkowitej powierzchni handlowej 66 000 m² (m.in. Kaufland czy Rossmann), a także 2.500 miejsc parkingowych.
Na przestrzeni pomiędzy centrum handlowym a drogami krajowymi często goszczą ekipy cyrkowe.

## Dojazd
Z Berlina, Chociebuża czy Eisenhüttenstadt do SMC można dojechać pociągiem pospiesznym Regionalexpress RE1;
z głównego dworca Deutsche Bahn we Frankfurcie nad Odrą: linią autobusową 981 (kierunek Booßen albo przy skróconej linii kierunek Spitzkrug);
z każdego dowolnego miejsca: samochodem drogą krajową B5, B112 bądź autostradą A12 do Frankfurtu i z centrum miasta – zgodnie z treścią drogowskazów.